# Trevor Zegras
Trevor Zegras (Bedford, 20 de março de 2001) é um jogador profissional de hóquei no gelo estadunidense que atua como pivô no Anaheim Ducks da National Hockey League (NHL). Zegras foi selecionado pelos Ducks em nono lugar durante a primeira rodada do Draft da NHL de 2019.

## Biografia

### Infância e juventude
Filho mais velho de Julie e Gary, Zegras é natural de Bedford, Nova Iorque, tem dois irmãos mais novos, Griffin e Ava, e possui ascendência grega. Começou a patinar no gelo aos três anos de idade e, embora fosse fã do New York Rangers na infância, estudou o jogo e imitou Patrick Kane do Chicago Blackhawks.

## Carreira

### Início de carreira
Zegras começou sua carreira no hóquei jogando primeiro pelo Mid Fairfield Rangers em Nova Iorque e, mais tarde, pelo time Winged Beavers da escola secundária Avon Old Farms, em Connecticut. Entre 2016 e 2017, Zegras marcou 42 pontos em 18 gols e 42 assistências com os Beavers antes de se qualificar ao Programa de Desenvolvimento da Seleção Nacional de Hóquei dos Estados Unidos.
Zegras juntou-se ao time sub-17 do Programa de Desenvolvimento dos Estados Unidos para a temporada 2017–18 da United States Hockey League (USHL), onde conquistou 59 pontos em 20 gols e 39 assistências. Em seguida, integrou o time sub-18 na temporada 2018–19, acumulando 87 pontos. Com o sucesso das suas campanhas na USHL, Zegras foi escolhido em nono lugar geral pelo Anaheim Ducks no Draft da NHL de 2019. Apesar disso, Zegras cumpriu com a promessa de jogar pela National Collegiate Athletic Association (NCAA) com os Terriers da Universidade de Boston.

### Liga universitária
Zegras integrou o time de hóquei masculino da Universidade de Boston durante a temporada 2019–20 da NCAA, tendo sido escalado em 33 jogos e marcando 36 pontos. Ao fim do seu primeiro ano, Zegras foi indicado ao terceiro All-Star Team da Hockey East, a conferência de hóquei no gelo universitário da Nova Inglaterra integrante da primeira divisão da NCAA, ao All-Rookie Team da Hockey East e foi finalista ao prêmio de rookie do ano da Hockey East.

### Profissional

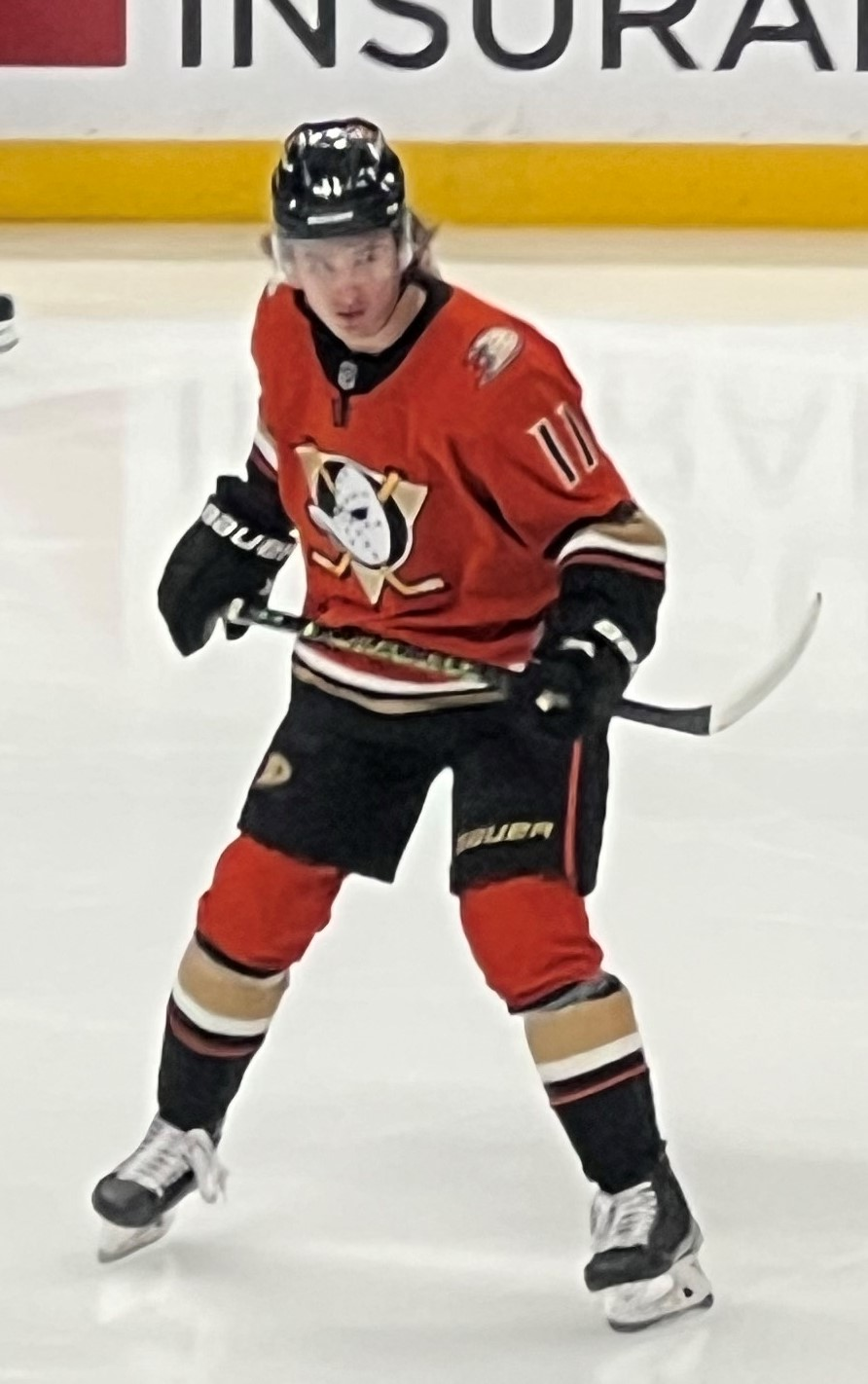
Zegras em 2022

Zegras encerrou sua carreira na liga universitária em 27 de março de 2020 ao assinar um contrato inicial de três anos com o Anaheim Ducks. Em seguida, Zegras foi enviado para jogar pelo San Diego Gulls, time da American Hockey League (AHL) filiado aos Ducks, onde inicialmente jogaria o restante da temporada 2020–21. Em fevereiro de 2021, Zegras fez sua estreia profissional com o Gulls, marcando um gol e duas assistências em vitória de 4–1 sobre o Bakersfield Condors. No fim de fevereiro, ele foi chamado para retornar à NHL e fez sua estreia contra o Arizona Coyotes no dia 22 do mesmo mês. Ele marcou seu primeiro gol na NHL em 18 de março de 2021 em vitória na prorrogação contra os Coyotes. Neste mesmo jogo, o igualmente estreante pelo Ducks Jamie Drysdale também conquistou seu primeiro gol da carreira, fazendo deles a dupla de companheiros de time mais jovens a marcarem seus primeiros gols na NHL com uma diferença de tempo menor que dois minutos e meio. Zegras concluiu a temporada com 13 pontos em 24 jogos, com seis destes pontos marcados nos seis últimos jogos da temporada regular.
Zegras retornou para o San Diego Gulls para trabalhar no seu desenvolvimento e na transição para a liga profissional. Nesse período, foi da posição ala esquerda para pivô, o que resultou num aumento de resultado ofensivo no seu jogo.
Durante treinamento para a temporada 2021–22, Zegras continuou na posição de pivô e foi escalado para jogar a noite de estreia. Ao lado de seus companheiros de time Sonny Milano e Rickard Rakell, Zegras se tornou um dos pilares da escalação do Anaheim Ducks e, em partida contra o Buffalo Sabres em dezembro de 2021, foi apenas o segundo jogador na história da NHL a marcar um gol no estilo lacrosse – o primeiro sendo Andrei Svechnikov em 2019. Até dezembro do mesmo ano, havia alcançado 22 pontos em 27 jogos e conquistado o segundo lugar em pontos na Liga entre jogadores estreantes. Zegras foi nomeado o Rookie of the Month de dezembro depois de conquistar onze pontos em nove jogos. Embora não tenha sido indicado para o NHL All-Star Game de 2022, Zegras participou do evento Breakway Challenge como convidado especial.
Zegras concluiu sua primeira temporada completa com 23 gols e 38 assistências, sendo indicado como finalista ao Troféu Memorial Calder, entregue ao rookie do ano na NHL; no entanto, o prêmio foi para o defensor Moritz Seider do Detroit Red Wings. Em agosto de 2022 foi anunciado que Zegras seria um dos atletas da capa do jogo NHL 23 junto com a jogadora canadense Sarah Nurse.
Na temporada 2022–23, Zegras liderou o Anaheim Ducks em todas as estatísticas ao conquistar o recorde de 65 pontos na sua carreira e chegando na marca de 23 gols, empatado com o companheiro de time Troy Terry.
Em 2 de outubro de 2023, após longas negociações, Zegras aceitou a extensão de contrato de três anos com o Anaheim Ducks até a temporada 2025–26.